# タイ王国海軍特殊部隊
タイ王国海軍特殊部隊（タイ語名：หน่วยทำลายใต้น้ำจู่โจม、タイ語略名：หน่วยซีล、英語名：Royal Thai Navy Sea, Air and Land (SEALs)：Royal Thai Navy SEALs）は、タイ王国国防省タイ王国海軍に所属する特殊部隊。1956年にアメリカ政府の支援とアメリカNavy SEALsでの訓練を受けて創設された。海上での対テロ作戦行動を担当する。

## 概要
第二次世界大戦時、連合国・枢軸国両方に与して戦っていたタイ王国海兵隊はすでに小規模なエリート特殊部隊を組織していた。この特殊部隊は主に船舶・建物・戦略拠点の攻撃・破壊工作・極秘任務の遂行を目的としていた。戦後、特殊作戦任務は続行され、訓練・装備の改善に伴い、最新の戦略を用いた任務遂行能力が拡張されていった。
1952年、タイ国防省は潜水破壊部隊の創設を立案。国防省の代表団はアメリカ合衆国軍事顧問団（MAAG）の高官と会見し、部隊員の訓練を要請した。この会見に基づき、閣議によりタイ王国海軍に部隊の訓練のための準備を行うように指示した。しかし、この時期にアメリカ側で十分なインストラクターが確保できず延期された。
1953年、タイ海軍潜水破壊部隊とタイ警察航空支援部隊（PARU）の基礎訓練をCIAのフロントカンパニーである"SEA Supply"社（ポール・ヘリウェル（Paul Helliwell）創設）が受注した。訓練は「Z島」（ZULU）において1953年3月4日から開始されたが、61日間の訓練で残ったのは7名のタイ海軍士官と8名のタイ警察士官のみであった。
1956年、タイ海軍はアメリカ合衆国潜水破壊部隊をモデルにした小規模戦闘潜水部隊を創設。1971年、部隊はアメリカ海軍機動教育支援部隊の支援を受けつつ、拡大改組され、潜水破壊部隊と海軍特殊部隊の2小隊を創設した。

## 訓練
志願者は7ヵ月の訓練を通過する必要があり、この過程はアメリカ海軍特殊部隊の訓練をモデルにしている。個々とチームの持久力と適正を試すヘル・ウィーク（地獄の週間）を行い選別し、最終試験を通過する志願者は、当初の志願者の30%にまで減少する。しかし、アメリカ海軍特殊部隊の訓練と比べた時、タイの方が非常に暴力的である。

## 主な参加作戦
海軍特殊部隊は非常に機密性の強い作戦任務に投入されることが多く、衆目にさらされることは少ない。しかし、部隊はカンボジア国境の小競り合いやタイランド湾内の海賊掃討作戦などで任務を行っていると見られている。タイ王国海軍潜水破壊部隊と特殊部隊は捜索救難活動やタイ王国海兵隊（RTMC）の訓練にも参加している。さらに部隊はタイ国境地帯での緊張が高まる際には、当該地で情報集活動も行っていると見られている。たとえば、1978年12月メコン川岸で起きたラオスの共産主義勢力パテート・ラーオとの紛争の際には、偵察部隊として作戦行動を行った。さらに2010年には、ソマリア沿岸のアデン湾に出没するソマリア海賊対策のために派兵された。また2018年にはタムルアン洞窟の遭難事故の救助を行った。またその時元特殊部隊の隊員1人が潜水中に死亡した。このダイバーは軍曹で退役したが功績を讃え少佐に特進、白象勲章勲一等が授与された。

## 武装

### 銃火器

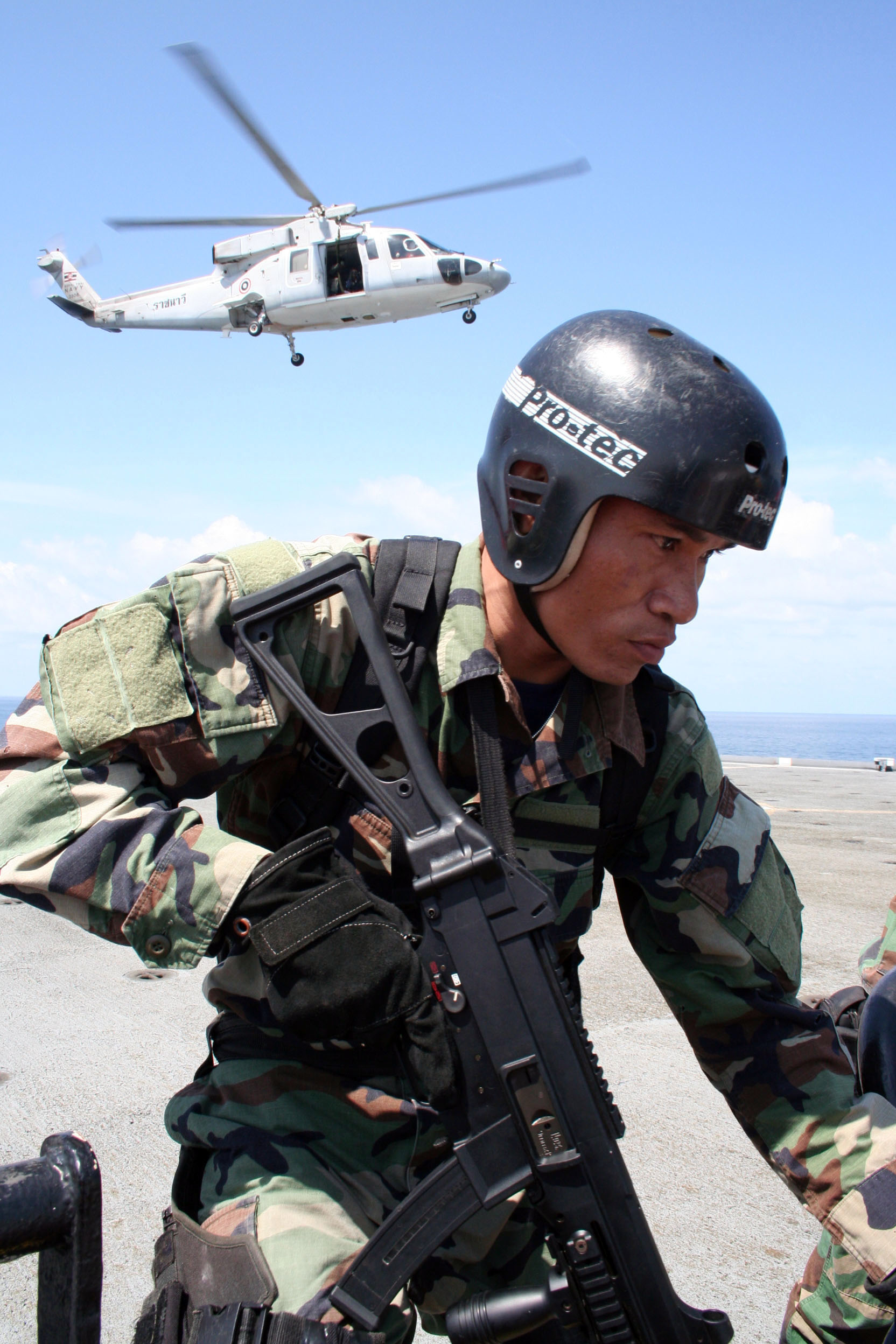
2008年東南アジア対テロ協力訓練（SEACAT）でH&K UMP9を装備したタイ王国海軍特殊部隊の隊員

#### 拳銃
- H&K USP
- グロック19

#### 短機関銃
- H&K UMP9
- H&K MP5SD
- H&K MP5K

#### 自動小銃
- M4カービン
- H&K G36KV

#### 軽機関銃
- H&K HK23E

#### 狙撃銃
- H&K PSG1
- H&K MSG90
- SR-25
- バレットM82
- バレットM95